# Maurits Lammertink
Maurits Lammertink (* 31. August 1990 in Enter) ist ein ehemaliger niederländischer Straßenradrennfahrer.

## Karriere
Maurits Lammertink fuhr 2009 für das Asito Craft Cycling Team. Ab 2011 fuhr er für das Cyclingteam Jo Piels. In seinem ersten Jahr dort wurde er unter anderem Dritter bei der U23-Austragung von Rund um den Finanzplatz Eschborn-Frankfurt und er wurde niederländischer Vizemeister im Straßenrennen der U23-Klasse hinter dem Sieger Ramon Sinkeldam. Seinen ersten Erfolg bei einem Eliterennen feierte er bei der Czech Cycling Tour mit einem Etappensieg. Im Mai 2012 entschied er die Gesamtwertung des Carpathian Couriers Race für sich.
Nach seinen Erfolgen erhielt er noch in Der Saison 2012 einen Vertrag beim UCI WorldTeam Vacansoleil-DCM. Mit dem Team nahm der mit dem Giro d’Italia 2013 auch erstmals an einer Grand Tour teil. Nachdem sein Team nach der Saison 2013 aufgelöst worden war, kehrte er 2014 zu seinem ehemaligen Team Jo Piels zurück. Durch drei Saisonsiege empfahl er sich für einen neuen Vertrag bei einem Profiteam.
In der folgenden Saison wurde Lammertink Mitglied im Team Roompot Oranje Peloton. Nach einem Etappenerfolg bei der Tour du Limousin 2015 erzielte er 2016 den wertvollsten Erfolg seiner Karriere, als er mit drei zweiten Etappenplätzen die Gesamtwertung der Luxemburg-Rundfahrt gewann. 2017 stieg er mit dem Team Katusha Alpecin in die UCI WorldTour auf und gewann mit der dritten Etappe der Belgien-Rundfahrt nochmals ein Rennen der hors categorie.
2018 sowie in den folgenden drei Jahren bei den Teams Roompot-Charles und Circus-Wanty Gobert blieb Lammertink ohne weitere zählbare Erfolge. Im Juni 2021 wurde er beim Eisessen mit der Familie von einem Roller angefahren und erlitt einen Schädelbasisbruch. Von seiner Verletzung konnte er sich nicht vollständig erholen, so dass nach der Saison 2021 im Alter von 31 Jahren seine Karriere als Radrennfahrer endete.

## Familie
Maurits Lammertink ist der ältere Bruder von Steven Lammertink, der ebenso als Radrennfahrer aktiv war.

## Erfolge
2011
- eine Etappe Czech Cycling Tour

2012
- Gesamtwertung und eine Etappe Carpathian Couriers Race

2014
- Circuit de Wallonie
- eine Etappe Czech Cycling Tour
- eine Etappe und Punktewertung Dookoła Mazowsza

2015
- eine Etappe Tour du Limousin

2016
- Gesamtwertung und Nachwuchswertung Luxemburg-Rundfahrt

2017
- eine Etappe Belgien-Rundfahrt

## Grand-Tour-Platzierungen
| Grand Tour            | 2013 | 2014 | 2015 | 2016 | 2017 | 2018 |
| --------------------- | ---- | ---- | ---- | ---- | ---- | ---- |
| Giro d’ItaliaGiro     | 154  | –    | –    | –    | –    | 41   |
| Tour de FranceTour    | –    | –    | –    | –    | 75   | –    |
| Vuelta a EspañaVuelta | –    | –    | –    | –    | –    | DNF  |